# Lactuca praevia
Espèce
Synonymes
- Lactuca tuberosa A.Chev.[1]

Lactuca praevia est une espèce de plantes à fleurs de la famille des Asteraceae et du genre Lactuca, présente en Afrique tropicale.